# WTA Tour Championships 2013 - Đơn
Serena Williams là đương kim vô địch của giải đấu, năm nay cô cũng bảo vê thành công danh hiệu vô địch, thắng Lý Na 2–6 6–3 6–0 trong trận chung kết để có danh hiệu thứ tư tại giải đấu này.
Lý Na lần thứ 3 tham dự giải và có trận chung kết WTA Championships đầu tiên trong sự nghiệp nhưng đã thất bại.

## Vận động viên tham dự chính thức
| 1. Serena Williams (Vô địch) 2. Victoria Azarenka (Vòng bảng) 3. Agnieszka Radwańska (Vòng bảng) 4. Lý Na (Á quân) | 1. Petra Kvitová (Bán kết) 2. Sara Errani (Vòng bảng) 3. Jelena Janković (Bán kết) 4. Angelique Kerber (Vòng bảng) |

Ghi chú:
- Maria Sharapova không tham dự vì chấn thương vai bên phải

## Vận động viên dự bị
| 1. Caroline Wozniacki (Không sử dụng) | 1. Sloane Stephens (Không sử dụng) |

## Sơ đồ

### Chung kết
|  | Semifinals | Semifinals      | Semifinals | Semifinals | Semifinals |   |   | Final           | Final | Final | Final | Final |  |
|  |            |                 |            |            |            |   |   |                 |       |       |       |       |  |
|  | 1          | Serena Williams | 6          | 2          | 6          |   |   |                 |       |       |       |       |  |
|  | 1          | Serena Williams | 6          | 2          | 6          |   |   |                 |       |       |       |       |  |
|  | 7          | Jelena Janković | 4          | 6          | 4          |   |   |                 |       |       |       |       |  |
|  | 7          | Jelena Janković | 4          | 6          | 4          |   | 1 | Serena Williams | 2     | 6     | 6     |       |  |
|  |            |                 |            |            |            |   | 1 | Serena Williams | 2     | 6     | 6     |       |  |
|  |            |                 | 4          | Lý Na      | 6          | 3 | 0 |                 |       |       |       |       |  |
|  | 4          | Lý Na           | 4          | Lý Na      | 6          | 3 | 0 | 6               | 6     |       |       |       |  |
|  | 4          | Lý Na           |            |            |            |   |   |                 |       |       |       |       |  |
|  | 5          | Petra Kvitová   | 4          | 2          |            |   |   |                 |       |       |       |       |  |

### Bảng Đỏ
|   |                     | Williams | Radwańska | Kvitová            | Kerber             | RR W–L | Set W–L     | Game W–L      | Vị trí |
| 1 | Serena Williams     |          | 6–2, 6–4  | 6–2, 6–3           | 6–3, 6–1           | 3–0    | 6–0 (100%)  | 36–15 (70.6%) | 1      |
| 3 | Agnieszka Radwańska | 2–6, 4–6 |           | 4–6, 4–6           | 2–6, 2–6           | 0–3    | 0–6 (0%)    | 18–36 (33.3%) | 4      |
| 5 | Petra Kvitová       | 2–6, 3–6 | 6–4, 6–4  |                    | 6–7(3–7), 6–2, 6–3 | 2–1    | 4–3 (57.1%) | 35–32 (52.2%) | 2      |
| 8 | Angelique Kerber    | 3–6, 1–6 | 6–2, 6–2  | 7–6(7–3), 2–6, 3–6 |                    | 1–2    | 3–4 (42.9%) | 28–34 (45.2%) | 3      |

### Bảng Trắng
|   |                   | Azarenka      | Lý Na         | Errani        | Janković      | RR W–L | Set W–L     | Game W–L      | Vị trí |
| 2 | Victoria Azarenka |               | 2–6, 1–6      | 7–6(7–4), 6–2 | 4–6, 3–6      | 1–2    | 2–4 (33.3%) | 23–32 (41.8%) | 3      |
| 4 | Lý Na             | 6–2, 6–1      |               | 6–3, 7–6(7–5) | 6–3, 2–6, 6–3 | 3–0    | 6–1 (85.7%) | 39–24 (61.9%) | 1      |
| 6 | Sara Errani       | 6–7(4–7), 2–6 | 3–6, 6–7(5–7) |               | 6–4, 6–4      | 1–2    | 2–4 (33.3%) | 29–34 (46.0%) | 4      |
| 7 | Jelena Janković   | 6–4, 6–3      | 3–6, 6–2, 3–6 | 4–6, 4–6      |               | 1–2    | 3–4 (42.9%) | 32–33 (49.2%) | 2      |